# Liste von Weltumrundungen

Die Magellan-Expedition war die erste überlieferte Weltumrundung

In der nachfolgenden Liste von Weltumrundungen sind in diesem Zusammenhang historisch oder medial besonders bemerkenswerte Einzelereignisse festgehalten. Eine Weltumrundung ist eine Reise um die Erde. Dabei wurden seit dem 16. Jahrhundert entweder an Bord eines Schiffs oder bisweilen auch über Land in mehr oder weniger großen Abschnitten zu Fuß oder als Reiter alle Längengrade des Globus einmal überquert. In den ersten Jahrhunderten der frühen Neuzeit dauerte eine Weltumrundung je nach herrschenden Bedingungen regelmäßig mehrere Jahre, bisweilen Jahrzehnte. Im Laufe des 19. und insbesondere des 20. Jahrhunderts kamen viele weitere Vehikel hinzu, mit deren Hilfe eine Weltumrundung auch wesentlich schneller durchgeführt wurde. So kann dies zum Beispiel auch per Eisenbahn, per Fahrrad, per Sportboot, per Auto oder per Motorrad, zeitsparend auch per Luftfahrzeug oder in einem Raumfahrzeug erfolgen.
Seit den Möglichkeiten der Mobilität des 20. Jahrhunderts werden Weltreisende häufig als Globetrotter oder Weltenbummler bezeichnet, deren touristisches Interesse mehr dem Besuch möglichst vieler Länder und Sehenswürdigkeiten, beziehungsweise dem Kennenlernen fremder Länder, Sitten und Kulturen gilt, als dem Ziel, die Welt nach festgelegten Regeln zu umrunden. Dennoch finden touristisch motivierte Weltumrundungen im Zeitalter des Massentourismus sehr häufig statt, ohne jemals noch besondere öffentliche Aufmerksamkeit hervorzurufen. Die nachfolgende Liste historischer Weltumrundungen versteht sich ohne jedweden Anspruch auf Vollständigkeit.

## Zur See
In der nachfolgenden Liste von Weltumrundungen zur See sind solche Unternehmungen verzeichnet, die erfolgreich an Bord eines Schiffs stattfanden. Reisende, die bereits ab dem 16. Jahrhundert mehr oder weniger als Alleinreisende individuell, oder nach Schiffbruch zum Teil in Gefangenschaft, die Welt umrundeten, oft in Kombination von Land und Seeweg, mit Seepassagen an Bord verschiedener Schiffe, sind im Abschnitt der weiteren Pioniere zu Wasser und zu Land zu suchen.

### 16. Jahrhundert

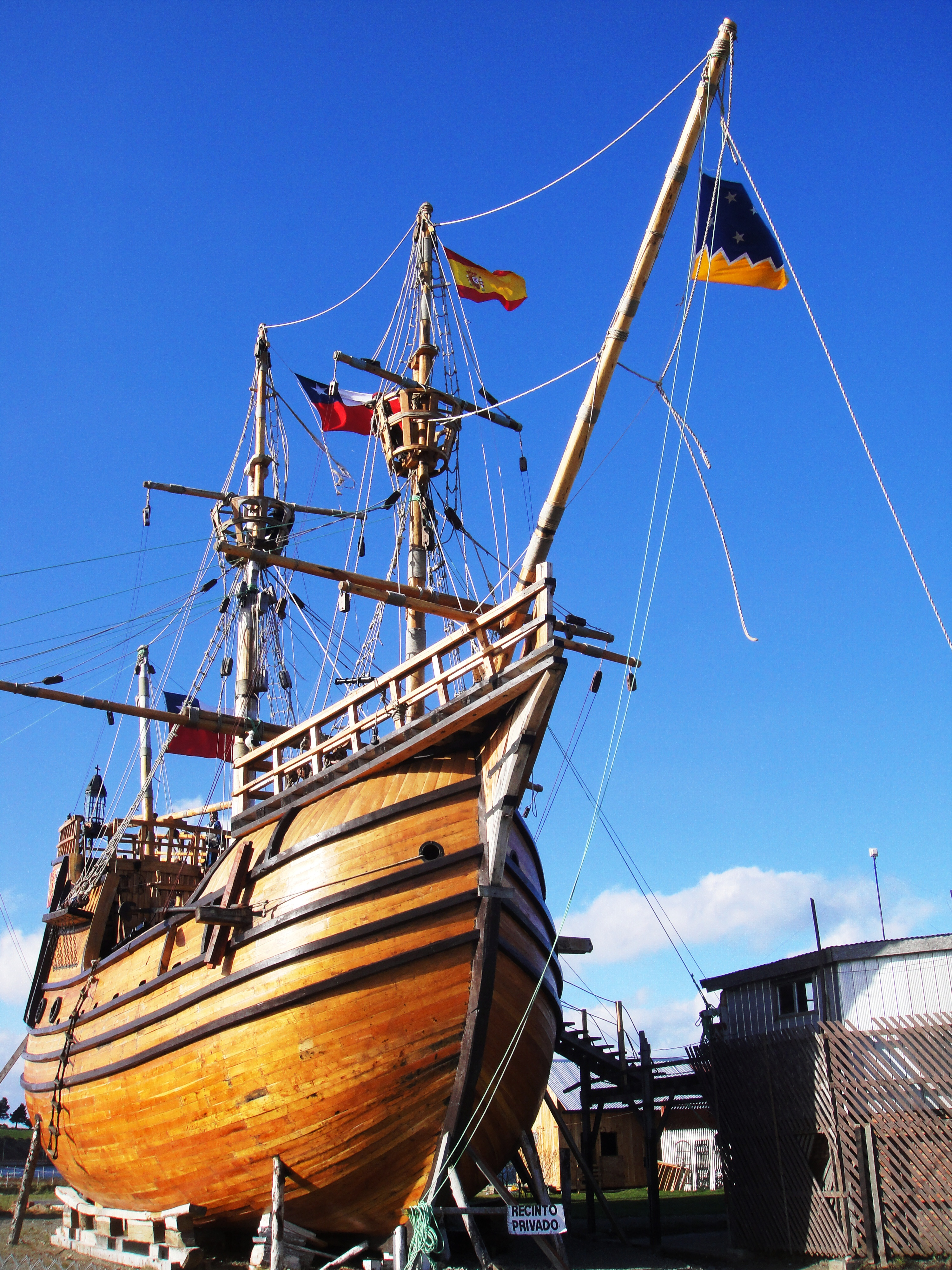
Nachbau der Nao Victoria im Museo Nao Victoria in Punta Arenas, Chile

- 1519–1522 umrundete unter der anfänglichen Leitung von Ferdinand Magellan erstmals ein Schiff die Welt. Magellan segelte mit fünf Schiffen von Spanien westwärts und entdeckte die nach ihm benannte Magellanstraße. Er starb im April 1521 auf der philippinischen Insel Mactan im Kampf mit der indigenen Bevölkerung. Die Umrundung wurde am 6. September 1522 unter dem Kommando von Juan Sebastián Elcano mit 18 Überlebenden an Bord der Victoria im spanischen Ausgangshafen Sanlúcar de Barrameda vollendet. Fraglich ist, ob die unter anderem von Stefan Zweig verbreitete These zutrifft, Magellans Diener Enrique Melaka sei der erste Mensch gewesen, der die Erde vollständig umrundet habe.
- 1577–1580: Erste Weltumseglung unter englischer Flagge durch Francis Drake mit dem Schiff Golden Hinde. Es war die erste Weltumseglung, die von Anfang bis Ende erfolgreich unter dem Kommando eines Kapitäns erfolgte und gleichzeitig die zweite ununterbrochene Weltumseglung mit Hilfe eines Schiffes nach der Victoria.
- 1586–1588: Thomas Cavendish (England) gelang die erste Weltumsegelung, die von Beginn an als solche geplant war. Es handelte sich zudem um die dritte direkte Weltumrundung mit Hilfe eines Schiffes, der Desiré.

### 17. Jahrhundert
- 1598–1601: Olivier van Noort (Niederlande) gelang die erste niederländische und vierte direkte Weltumseglung mit einem Schiff, der Mauritius.
- 1614–1617: Joris van Spilbergen (Niederlande) führte auf dem Flaggschiff Aeolus mit einer Flotte im Auftrag der VOC die zweite niederländische und damit die fünfte ununterbrochene Weltumrundung durch.
- 1615–1617: Jacob Le Maire (1585–1616) und Willem Cornelisz Schouten (Niederlande), Rückkehr mit der Flotte von Spilbergen.
- 1623–1626: Die Nassau-Flotte (niederländisch Nassausche vloot) der VOC unter Jacques L’Hermite und Geen Huygen Schapenham.
- 1683–1686 umsegelte der englische Freibeuter William Cowley die Welt.
- 1683–1691 (sowie 1703–1707 und 1708–1711): William Dampier (England) erster dreifacher Weltumrunder, wobei die zweite Reise 1703–1707 unter dem Kommando von William Funnell fortgesetzt wurde und er die dritte als Navigator unter Woodes Rogers unternahm.

### 18. Jahrhundert

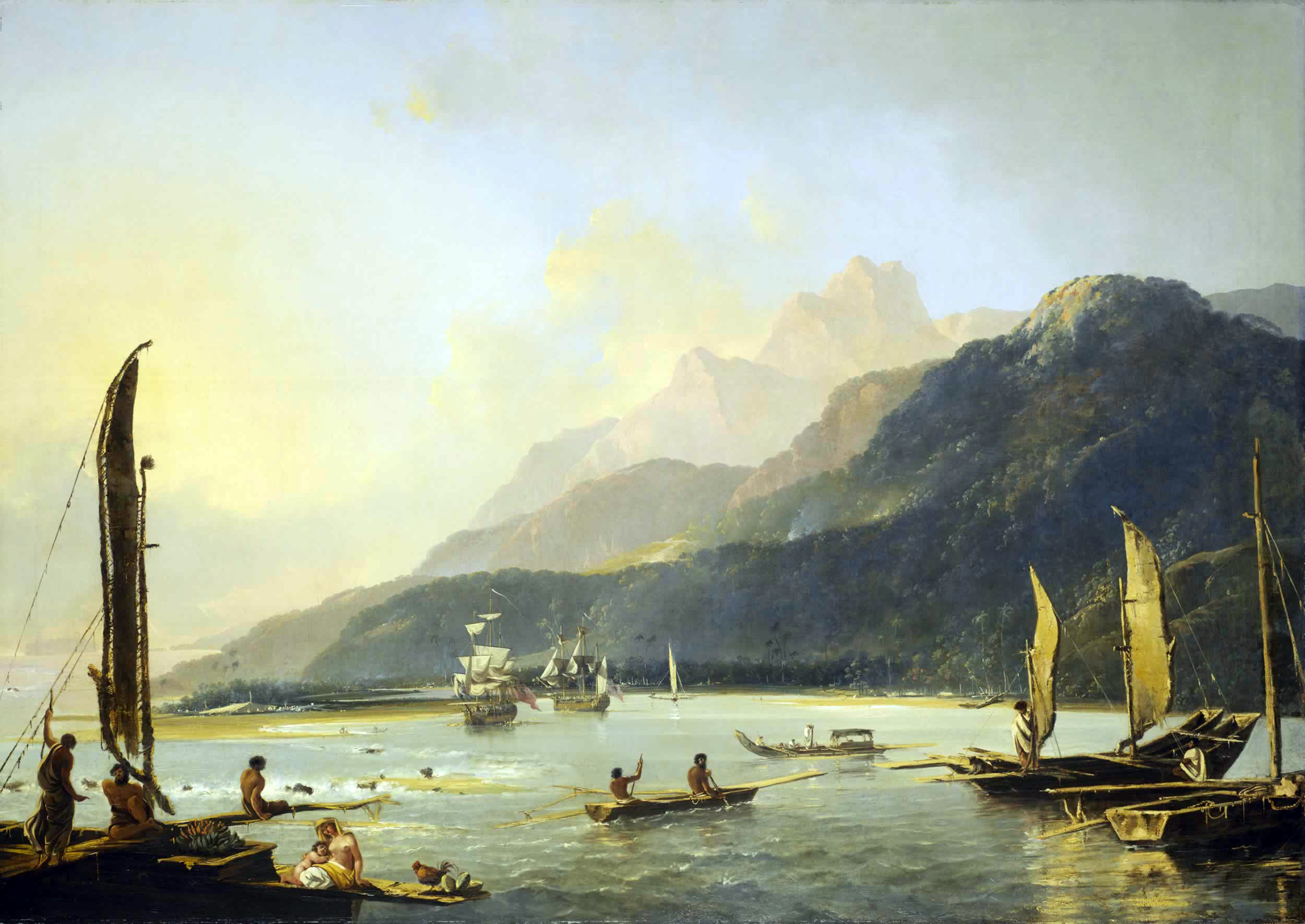
Cooks Schiffe Resolution und Adventure in der Matavai Bay

- 1703–1707: Zweite Weltumsegelung von William Dampier (fortgesetzt unter dem Kommando von William Funnell).
- 1708–1711: Weltumsegelung von Woodes Rogers (und William Dampier als Navigator sowie dem Arzt Thomas Dover an Bord).
- 1719–1722: John Clipperton, anfangs gemeinsam mit George Shelvocke (siehe auch unten in der Liste der weiteren Pioniere)
- 1721–1724: Der holländische Admiral Jacob Roggeveen unternahm mit drei Schiffen eine Weltumsegelung zur Auffindung des geheimnisvollen Südlands Terra incognita. An Bord befand sich auch der Rostocker Carl Friedrich Behrens, der als erster Europäer die Osterinsel betrat.
- 1740–1744: Weltumsegelung von George Anson, 1. Baron Anson auf der Centurion.
- 1764–1766: Weltumsegelung von John Byron mit der Dolphin.
- 1766–1768: Weltumsegelung von Samuel Wallis mit der Dolphin und Philipp Carteret mit der Swallow. Die Dolphin war somit das erste Schiff, das zweimal die Welt umrundete.
- 1766–1769: Erste französische Weltumseglung durch Louis Antoine de Bougainville mit der Fregatte Boudeuse in Begleitung der Fleute Étoile. Mit an Bord war die Naturforscherin Jeanne Baret, welche als erste Frau gilt, die die Welt umrundete.
- 1768–1771: Erste Weltumsegelung unter dem Kommando von James Cook. Cooks erste Südseereise auf der HMS Endeavour diente zur Beobachtung des Venustransits von 1769. Unter den Mitreisenden an Bord waren auch Joseph Banks und Daniel Solander.
- 1772–1774: Weltumsegelung von Tobias Furneaux auf der Adventure.
- 1772–1775: Zweite Weltumsegelung von James Cook auf der Resolution. Mitreisender war der preußische Naturforscher Georg Forster und der britische Astronom William Wales. Auch William Hodges und George Vancouver waren dabei.
- 1785–1788: Weltumsegelung von George Dixon auf der Queen Charlotte und Nathaniel Portlock auf der King George
- 1786–1788: Weltumsegelung von Alessandro Malaspina auf der Fregatte Astrea[1]
- 1776–1780: Dritte Weltumsegelung von James Cook: John Gore und William Bligh vollendeten die dritte Expedition von James Cook und führten 1779 das Flaggschiff HMS Resolution sowie das Begleitschiff Discovery aus dem Pazifik über das Kap der Guten Hoffnung sicher nach England zurück. Mit an Bord dieser Expedition rund um die Welt waren auch die Seeleute  George Vancouver und George Dixon, der Expeditionsmaler John Webber und der kurpfälzische Entdeckungsreisende Heinrich Zimmermann.
- 1786–1789: Weltumsegelung des britischen Botanikers Archibald Menzies an Bord der Prince of Wales (bis 1788 unter dem Kommando von Kapitän James Colnett, der jedoch in Kanton von Bord ging).
- 1787–1790: Robert Gray unternahm die erste Weltumseglung unter der Flagge der USA mit der Columbia Rediviva.
- 1788–1789: John Hunter führte eine Weltumseglung ausgehend von Australien auf dem Schiff HMS Sirius durch, wobei diese Umrundung von Sydney über Kap Hoorn und das Kap der Guten Hoffnung zurück nach Sydney lediglich auf der Südhalbkugel verlief.[2]
- 1790–1792: Kaiptän Etienne Marchand unternahm auf dem Handelsschiff Solide die zweite Weltumseglung unter der Flagge Frankreichs.
- 1794–1796: Der amerikanische Pelzhändler John Boit, der bereits mit der Expedition von Robert Gray eine Weltumseglung mitgemacht hatte, umsegelte die Welt erneut mit der 1792 vom Stapel gelassenen Slup Union.[3]
- 1795–1803: Weltumsegelung von Ignacio Maria de Álava auf dem spanischen Flaggschiff Montañés.

### 19. Jahrhundert
Die folgenden Listen sind nicht vollständig; seit dem 19. Jahrhundert fanden derart viele Weltumrundungen statt, dass eine vollständige Erfassung praktisch unmöglich ist.

#### Russische Weltumseglungen

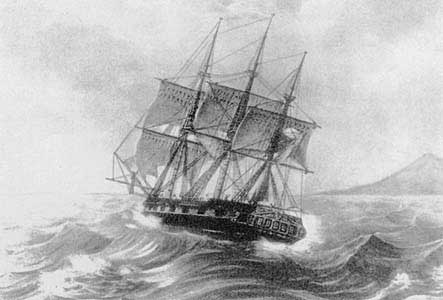
Segelschiff Nadeschda, mit dem die erste russische Weltumseglung stattfand

- 1803–1806: Erste russische Weltumseglung mit der Fregatte Nadeschda unter Kapitän Adam Johann von Krusenstern, Begleitschiff Newa unter Kapitän Juri Fjodorowitsch Lissjanski.[4] Organisiert worden war die Expedition von dem Direktoriumsvorsitzenden Michail Buldakow der Russisch-Amerikanischen Kompanie.
- 1807–1814: Zweite russische Weltumsegelung unter Wassili Michailowitsch Golownin mit der Kriegsschaluppe Diana, wobei ein mehrjähriger Aufenthalt als Gefangene in Japan erfolgte.[5]
- 1813–1816: Dritte russische Weltumsegelung unter Michail Petrowitsch Lasarew auf der Suworow (organisiert von Michail Buldakow).[6]
- 1815–1818: Vierte russische Weltumseglung (Rurik-Expedition) unter dem Kommando Otto von Kotzebues auf der Brigg Rurik, über die ein prominenter Teilnehmer, Adelbert von Chamisso einen Reisebericht verfasste.[7]
- 1816–1819: Fünfte russische Weltumsegelung unter Kapitän Ludwig von Hagemeister auf dem Schiff Kutusow und unter Sachar Panafidin auf der Suworow der Russisch-Amerikanischen Kompanie unter Michail Buldakow.
- 1817–1819: Sechste russische Weltumseglung unter W. M. Golownin mit der Fregatte Kamtschatka.
- 1819–1821: Siebente russische Weltumsegelung unter Fabian Gottlieb von Bellingshausen mit den Schiffen Wostock und Mirny; die Schaluppe Mirny als Begleitschiff kommandierte M. P. Lasarew.
- 1819–1822: Achte russische Weltumsegelung unter Michail Nikolajewitsch Wassiljew (1770–1847) mit der Sloop Otkrytije, Begleitschiff Blagonmerenny unter Kapitän Gleb Semjonowitsch Schischmarjow (1781–1835).
- 1822–1825: Neunte russische Weltumsegelung und die dritte von Michail Petrowitsch Lasarew mit der Fregatte Kreuzer.
- 1823–1826: Zehnte russische Weltumsegelung und die dritte von Otto v. Kotzebue auf der Predprijantie.
- 1825–1827: Elfte russische Weltumsegelung unter Ferdinand von Wrangel mit der Kriegsschaluppe Krotki.
- 1826–1829: Zwölfte russische Weltumseglung unter Friedrich Benjamin von Lütke mit der Korvette Senjawin.
- 1828–1830: 13. russische Weltumsegelung und die zweite von L. v. Hagemeister mit der Kutusow der Russisch-Amerikanischen Kompanie.
- 1828–1830: 14. russische Weltumsegelung unter dem Kapitän Wassili Stepanowitsch Chromtschenko (1792–1849) mit dem Steuermann-Assistenten Alexander Filippowitsch Kaschewarow (1810–1870) mit dem Segelschiff Jelena der Russisch-Amerikanischen Kompanie.
- 1831–1833: 15. russische Weltumsegelung unter Wassili Stepanowitsch Chromtschenko mit dem Militärtransportschiff Amerika.

Zu den russischen Weltumsegelungen traf Herbert Wotte folgende Aussage: „In den Jahren 1803 bis 1866 fuhren russische Schiffe – teils Kauffahrer der Russisch-Amerikanischen Kompanie, teils Kriegsschiffe – nicht weniger als achtundzwanzigmal um die Welt, von Kronstadt nach Kronstadt. Die Kapitäne, Offiziere und Steuerleute gehörten fast ausnahmslos der Kriegsmarine an. Die Fahrten dauerten zwei oder drei Jahre und kosteten schweres Geld“

#### Preußische Weltumseglungen

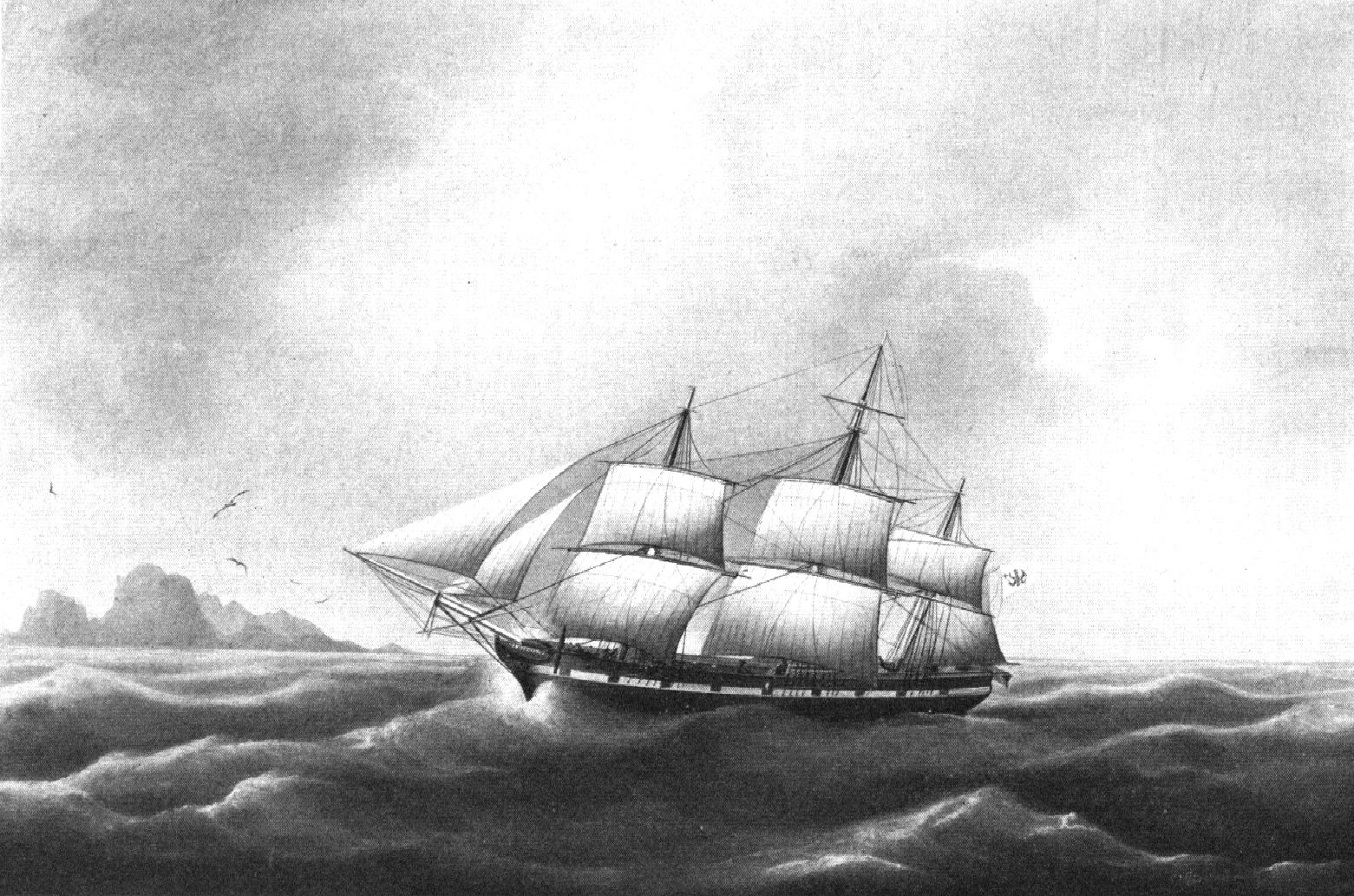
Die Handelsfregatte Mentor aus Bremen war das erste deutsche Schiff, welches die Welt umrundete

Zwischen den Jahren 1822–1844 erfolgten sieben Weltumsegelungen preußischer Schiffe der staatlichen Seehandlungsgesellschaft bzw. Preußische Seehandlung, um den Handel des Königreiches Preußen nach Übersee (Südamerika, Philippinen, China, Hinterindien) zu forcieren:
- Mentor (Vollschiff, 225 Lasten, 1808 erbaut, Kapitän: Johann Andreas Harmssen aus Bremen, Steuermann Johann Wilhelm Wendt, Supercargo William O’Swald), Weltumseglung vom 15. Dezember 1822 bis 14. September 1824, nur eine Weltumrundung, zugleich die erste des Königreiches Preußen.
- Princess Louise (Vollschiff, 262 Lasten, 1824 erbaut, Kapitän: J. A. Harmssen, Steuermann J. W. Wendt, Supercargo W. O’Swald), erste Weltumseglung mit diesem Schiff vom 27. Februar 1826 bis 2. August 1829. Der Frachtsegler führte insgesamt sechs Weltumsegelungen durch.
- Princess Louise, Kapitän: Johann Wilhelm Wendt (1802–1847), 2. Weltumseglung des Schiffs vom 8. September 1830 bis 19. April 1832. Auf dieser Fahrt waren u. a. als Besatzungsmitglieder der Arzt und Naturforscher Franz Julius Ferdinand Meyen und der spätere chilenische Gouverneur Bernhard Eunom Philippi angeheuert.
- Princess Louise (Kapitän: J. W. Wendt), 3. Weltumseglung des Schiffs vom 9. Dezember 1832 bis 20. Mai 1834.
- Princess Louise (Kapitän: J. T. Rodbertus), 4. Weltumseglung des Schiffs vom 19. November 1836 bis 12. Juni 1838.
- Princess Louise (Kapitän: J. T. Rodbertus), 5. Weltumseglung des Schiffs vom 19. Dezember 1838 bis 8. Juni 1840.
- Princess Louise (Kapitän: J. T. Rodbertus), 6. Weltumseglung des Schiffs vom 24. November 1842 bis Juni 1844.

#### Weitere bemerkenswerte Weltumrundungen zur See im 19. Jahrhundert
- 1816–1819: Camille de Roquefeuil-Cahuzac (1781–1831), Kapitän des Handelsschiffes Le Bordelais des Reeders Jean-Étienne Balguerie aus Bordeaux, machte im frühen 19. Jahrhundert eine weitere französische Weltumrundung, deren Bericht breite internationale Aufmerksamkeit erfuhr.
- 1817–1819 leitete der aus Frankreich stammende Hipólito Bouchard (1780–1837) die erste argentinische Weltumseglung auf der Fregatte La Argentina. Die Reise ging von Buenos Aires über Madagaskar, Java, die Philippinen, Hawaii, Kalifornien, El Salvador und Valparaiso (Chile), wo die Reise zunächst endete, da Bouchard in Chile inhaftiert wurde.
- 1817–1820 Weltumrundung von Kapitän Louis de Freycinet an Bord des Schiffes Uranie auf einer Forschungsreise für Frankreich in die Südsee. Mit dabei waren neben seiner Frau Rose zum Beispiel auch die namhaften Ärzte Joseph Paul Gaimard und Jean René Constant Quoy sowie der Botaniker Charles Gaudichaud-Beaupré und der Schriftsteller Jacques Arago.
- 1822–1825: Weltumrundung von Kapitän Louis Isidore Duperrey für Frankreich auf dem Schiff  La Coquille. Er hatte bereits bei der Expedition von Louis de Freycinet eine erste Weltumrundung absolviert. Mit an Bord waren diesmal auch Jules Dumont d’Urville, René Primevère Lesson und Prosper Garnot.
- 1824–1826: Weltumseglung der französischen Fregatte Thétis unter dem Kommando von Hyacinthe de Bougainville mit dem Begleitschiff l'Espérance in Richtung Osten.[9]
- 1826–1827: Weltumrundung des britischen Linienschiffs HMS Warspite unter dem Kommando von William Parker.[10]
- 1826–1829: Zweite Weltumrundung von Jules Dumont d’Urville auf der Astrolabe.
- 1826–1830: Die USS Vincennes unter dem Kommando von William Compton Bolton umrundete als erstes US-Kriegsschiff die Welt.
- 1831–1834: Weltumrundung der US-Fregatte USS Potomac unter dem Kommando von John Downes.
- 1831–1836: Weltumrundung von Kapitän Robert FitzRoy auf der Beagle mit Charles Darwin.
- 1835–1837 umrundete der amerikanische Marine-Chirurg und Naturforscher William Samuel Waithman Ruschenberger mit dem US-Ostindien-Geschwader die Welt und verfasste darüber einen Reisebericht.[11]
- 1836–1837: Weltumrundung von Kapitän Auguste-Nicolas Vaillant für Frankreich auf der Bonite.
- 1836–1839: Weltumrundung von Kapitän Abel Aubert Dupetit-Thouars für Frankreich auf der Fregatte Venus. Im September 1838 traf er bei Tahiti Jules Dumont d’Urville
- 1837–1840: Dritte Weltumrundung von Jules Dumont d’Urville auf der Astrolabe.
- 1838–1842: Eine Flotte der United States Exploring Expedition unter dem Kommando von Charles Wilkes mit dem Linguisten Horatio Hale, dem Mineralogen James Dana sowie den Naturforschern Titian Peale und Charles Pickering umrundete einmal die Welt.
- 1839–1841: Erste schwedische Weltumsegelung mit dem Schoner Mary Ann unter Kapitän Nils Werngren (1815–1897).
- 1840–1842 umrundete das Hamburger Segelschiff Gustav unter dem Kommando von Kapitän Hans Thomas Jeschen (bzw. Jessen) die Welt (6. Oktober 1840 bis 18. Mai 1842 von Hamburg über Valparaíso (Chile), Hawaii, Manila und St. Helena zurück nach Hamburg)[12]
- 1840–1844: Weltumrundung von Kapitän Lawrence Kearny auf der Fregatte Constellation
- 1842–1847: Erste Weltumrundung durch ein Dampfschiff, die Driver.
- 1844–1845: Die US-Fregatte Constitution unter dem Kommando von John Percival.
- 1845–1847: Erste finnische Weltumseglung durch Kapitän Petter Gustaf Idman (1796–1856) auf der Bark Hercules, zu der Zeit als Teil des Zarenreichs unter russischer Flagge.[13]
- 1845–1847: Kapitän Steen Andersen Bille (1797–1883) leitete die erste Galathea-Expedition und damit die erste dänische Weltumsegelung.
- 1845–1851: Die als Vermessungsschiff umgebaute britische Fregatte Herald unter dem Kommando von Kapitän Henry Kellett umrundete in sechs Jahren die Welt.
- 1851–1853: Weltumseglung durch Konteradmiral Christian Adolf Virgin mit der schwedischen Fregatte Eugenie.
- 1835–1854: Weltumrundung der britischen Kriegsschiffe  Sulphur und Starling unter dem Kommando von Edward Belcher. Die lange Dauer hatte mehrere Gründe, unter anderem auch die Beteiligung am Ersten Opiumkrieg.
- 1852–1859: Erste Weltumsegelung unter österreichischer Flagge durch Giovanni Visin mit der Handelsfregatte Splendido.
- 1856–1858: Erste Weltumsegelung unter der Flagge Perus. Kapitän Jose Boterin befehligte die peruanische Fregatte Amazonas.[14]
- 1857–1859: Erste Weltumsegelung der k.k. Kriegsmarine (Fregatte Novara) unter Kommodore Bernhard von Wüllerstorf-Urbair.
- 1864–1865: Erste und einzige Weltumrundung unter der Flagge der Konföderierten Staaten von Amerika, um den Handel der amerikanischen Nordstaaten zu behindern. Dazu benutzte Kapitän James Iredell Waddell das konföderierte Kriegsschiff Shenandoah.
- 1865–1867: Spanische Weltumrundung mit der Fregatte Numancia unter dem Kommando von Kapitän Juan Bautista Antequera y Bobadilla und Admiral Casto Méndez Núñez. Die Numancia war das erste gepanzerte Kriegsschiff, das die Erde umrundete und dabei im Spanisch-Südamerikanischen Krieg 1866 an der Beschießung von Callao und an der Bombardierung von Valparaíso teilnahm.
- 1865–1868: Erste Weltumsegelung der königlich-preußischen Kriegsmarine (Gedeckte Korvette Vineta) unter Kommandant Hans Kuhn – eigentlich nicht als Weltumsegelung geplant, schlossen sich nach der Verwendung in Südamerika immer weitere Verwendungen in Übersee an (z. B. in China und Japan), sodass letztlich die Welt einmal vollständig umrundet wurde.[15]
- 1871–1874: 1. Weltumsegelung der Kaiserlichen Marine, die die Gedeckte Korvette Nymphe unter Kommodore Louis von Blanc durchführte. Die Reise begann am 25. Juli 1871 und endete am 12. Mai 1874 in Kiel. Es wurden in 1000 Tagen 65.000 Seemeilen zurückgelegt und 35 Häfen der verschiedenen Kontinente angelaufen.
- 1872–1876: Charles Wyville Thomson leitete die Challenger-Expedition, bei welcher an Bord der britischen Challenger eine  Weltumrundung zur wissenschaftlichen Erforschung der Tiefsee durchgeführt wurde.
- 1874–1876: Kapitän zur See Freiherr Georg von Schleinitz befehligte die als Forschungsschiff umgebaute Gedeckte Korvette Gazelle, die im Auftrag der Kaiserlichen Admiralität die 2. Weltumrundung unter der Flagge des Deutschen Kaiserreichs durchführte.
- 1875–1877: Kapitän zur See Graf Alexander von Monts kommandierte die Gedeckte Korvette Vineta während ihrer nunmehr 3. Weltumrundung der Kaiserlichen deutschen Marine.
- 1879–1881: Erste Weltumrundung unter der Flagge Brasiliens mit der Korvette Vital de Oliveira unter dem Kommando von Kapitän Júlio César de Noronha.
- 1881–1883: Das Seekadettenschiff Undine der Kaiserlichen deutschen Marine absolvierte unter dem Kommando von Kapitän zur See Friedrich von Hollmann eine weitere deutsche Weltumseglung.
- 1883–1885: Weltumrundung von Kapitän Otto Lagerberg mit der schwedischen Fregatte Vanadis.
- 1892–1893: Weltumrundung durch Erzherzog Franz Ferdinand an Bord der Kaiserin Elisabeth
- 1892–1894: Kapitän Fernando Villaamil Fernández-Cueto umsegelte mit dem spanischen Segelschulschiff Nautilus die Erde.
- 1895–1898: Joshua Slocum, erste Alleinumseglung der Erde (für weitere Unternehmungen dieser Art siehe auch die Liste Segelsport)

### 20. Jahrhundert
- 1907–1909: Die Great White Fleet der United States Navy umrundete die Welt.
- 1922–1923: Die Laconia der Cunard Line unter dem Kommando von Kapitän F. G. Brown startete mit 450 Passagieren am 21. November 1922 von New York die erste komplette Weltumrundung an Bord eines Kreuzfahrtschiffs. Bei dieser Luxusreise wurden in 130 Tagen 22 Häfen angelaufen. Am 30. März 1923 endete die Reise wieder in New York.[16] Dem Beispiel folgten bereits 1923 drei weitere Kreuzfahrtschiffe.
- 1923–1924: Weltumrundung durch die britischen Schlachtkreuzer Hood und Repulse.
- 1960: Im Rahmen der Operation Sandblast führte das das Atom-U-Boot USS Triton (SSN-/SSRN-586) die erste getauchte Weltumrundung durch. Dabei folgte sie entlang einer analogen Route zu Ferdinand Magellan mit lediglich einmaligem Auftauchen, um ein erkranktes Besatzungsmitglied von Bord zu bringen. Die Fahrt dauerte vom 16. Februar bis zum 25. April 1960.
- 1964: Bei der Operation Sea Orbit erfolgte eine Weltumrundung der United States Navy mit ausschließlich per Kernenergie getriebener Kriegsschiffen. Der Flugzeugträger USS Enterprise (CVN-65), der Kreuzer USS Long Beach (CGN-9) und der Zerstörer USS Bainbridge (DLGN-25) starteten am 31. Juli 1964 in Gibraltar und die Reise endete am 3. Oktober 1964 vor Norfolk, Virginia.

### Segelsport

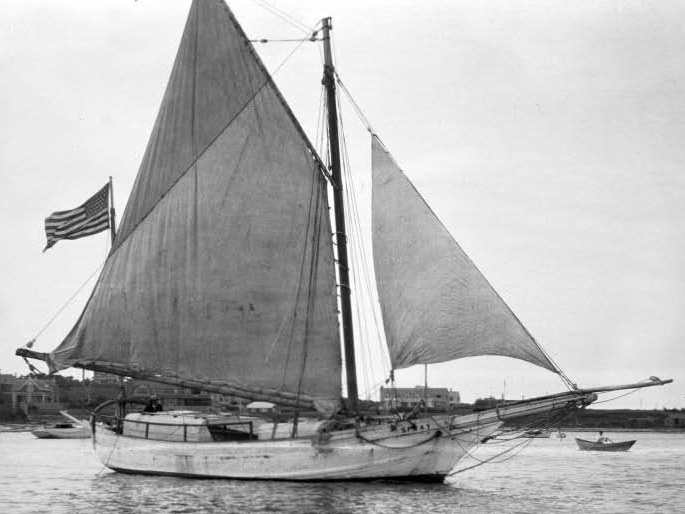
Mit der Spray gelang Joshua Slocum von 1895 bis 1898 die erste Weltumrundung als Einhandsegler

Für Rekord-Weltumsegler gibt es die Jules Verne Trophy. Weltumsegler sind zunehmend mit dem Risiko von Piratenüberfällen konfrontiert.
- 1895–1898: Joshua Slocum, erste Einhand-Umseglung der Erde.
- 1964–1967: Elga und Ernst-Jürgen Koch als erstes deutsches Ehepaar auf einer Sloop.
- 1965–1968: Erste Weltumrundung des türkischen Seglers Sadun Boro und seiner Frau Oda.
- 1965–1974: Robin Lee Graham, bis dahin jüngster Einhand-Weltumsegler.
- 1966–1967: Sir Francis Chichester, England, erste Einhand-Weltumseglung mit nur einem Anlaufhafen
- 1966–1968: Wilfried Erdmann, erster deutscher Einhand-Weltumsegler
- 1967–1970: Rollo Gebhard, Deutschland, seine erste Einhand-Weltumseglung.
- 1968–1969: Sir Robin Knox-Johnston, England, erste Non-Stop-Einhand-Weltumseglung.
- 1971: Sir Chay Blyth, Schottland, erste Non-Stop-Einhand-Weltumseglung westwärts, 292 Tage
- 1971–1972: Jörgen Meyer, Einhand-Weltumseglung westwärts im Alter von 66 Jahren, 351 Tage
- 1975–1979: Rollo Gebhard, Deutschland, seine zweite Einhand-Weltumseglung
- 1977–1987: Burghard Pieske mit der Shangri-La.
- 1982–1986 und 1988–1995: Svend Billesbølle (1923–2013), Dänemark, zweieinhalb Mal rund um die Erde
- 1983–1991: Rollo Gebhard und Angelika Zilcher, Deutschland, dritte Weltumseglung von Rollo Gebhard
- 1984–1985 und 2000–2001: Wilfried Erdmann, erstmals Non-Stop-Einhand-Weltumseglung mit derselben Yacht Kathena Nui in beide Richtungen West-Ost (mit der vorherrschenden Windrichtung in 271 Tagen) und Ost-West (gegen die vorherrschende Windrichtung in 343 Tagen)
- 1985–1987: Tania Aebi, Weltumseglung als jüngste und erste Amerikanerin in zweieinhalb Jahren (außer einer kurzen Passage)
- 1988–1995: Svend Billesbølle (1923–2013), Dänemark, zweieinhalbfache Einhand-Weltumsegelung mit Stormy II, einer 18-Fuß-Yacht (5,40 m)
- 1995–1997: Richard Radtke und Hubertus Sprungala mit dem Kataramaran „Blue Ship“ (Privilege 42)[17]
- 1998–1999: Jesse Martin, bis dahin jüngster Mensch, der nonstop einhand und ohne Hilfe die Welt umsegelt.
- 2004–2005: Ellen MacArthur, Weltumseglung allein, nonstop mit einem Trimaran in 71 Tagen, 14 Stunden, 18 Minuten und 33 Sekunden.
- 2005–2006 Denise Caffari, Weltumseglung allein und nonstop, westwärts, also entgegen der vorherrschenden Windrichtung, in 178 Tagen
- 2007–2008: Francis Joyon, Weltumseglung allein mit einem Trimaran in 57 Tagen, 13 Stunden, 34 Minuten und 6 Sekunden.
- 2008–2009: Denise Caffari beendete als sechste die Regatta Vendée Globe 2008/2009 nach 99 Tagen und ist damit die erste Frau, die die Welt einhand und nonstop in beide Richtungen (Ost-West 2005–2006) umsegelt hat.
- 2009: Michael Perham, 17 Jahre alt, war bis Januar 2012 der jüngste Weltumsegler. Jessica Watson hat bei ihrem Versuch zwischen 2009 und 2010 den Äquator nur kurz überquert und deshalb nicht die für eine Weltumsegelung nötige Anzahl an Seemeilen zurückgelegt. Am 21. Januar 2012 beendete Laura Dekker ihre Weltumsegelung und löste damit Perham als jüngsten Weltumsegler ab.
- 2009–2010: Jessica Watson, 16 Jahre alt, aus Australien umsegelte vom 18. Oktober 2009 bis zum 15. Mai 2010 nonstop, allein und ohne fremde Unterstützung mit ihrer 34-Fuß-Yacht den Globus. Ihr Rekord wurde jedoch nicht uneingeschränkt anerkannt, da sie den Äquator nur kurz passiert hat und nicht weit genug nach Norden gesegelt sei. Außerdem beginnt die Liste des World Sailing Speed Record Council erst mit Personen über 18. (Quelle: BBC News vom 15. Mai 2010)
- 2010–2012: Laura Dekker, zu Beginn ihrer Reise 14 Jahre alt, brach im August 2010 zu einer Weltumsegelung auf. Der eigentliche Start der Umrundung fand am 20. Januar 2011 auf Sint Maarten statt. Ihr Ziel erreichte Dekker am 21. Januar 2012. Sie ist damit die jüngste Einhandweltumseglerin.[18] Zuvor hatte sie mit niederländischen Behörden um das Recht gerungen und prozessiert, dies tun zu dürfen.[19]
- 2011–2012: Loïck Peyron, in nur 45 Tagen, 13 Stunden, 42 Minuten und 53 Sekunden stellte er mit einer 13-köpfigen Crew im Trimaran Banque Populaire V eine neue Rekordzeit auf.[20]
- 2016: Thomas Coville, Weltumseglung allein mit einem Trimaran in 49 Tagen, 3 Stunden, 7 Minuten und 38 Sekunden.[21]
- 2017: Francis Joyon, Weltumseglung zu sechst über rund 45.000 km in 40 Tagen, 23 Stunden und 30 Minuten.[22]
- 2017–2018: Der Pole Szymon Kuczynski umsegelt die Welt einhand, nonstopp in 270 Tagen in einer Maxus 22; mit nur 6,36 Metern Länge das kürzeste Schiff, mit dem dies je gelungen war.[23]

#### Regeln für maritime Weltumsegelungen
Nach den gemeinsamen Regeln der International Sailing Federation (ISAF) und des World Sailing Speed Record Councils (WSSRC) gelten für eine anzuerkennende Weltumrundung mittels Schiff heutzutage folgende Regeln:

„Rund um die Welt, Ostwärts oder Westwärts

Um die Welt zu umsegeln, muss ein Schiff von einem Punkt starten und zum selben Punkt zurückkehren. Es muss alle Längengrade überqueren und es muss den Äquator queren. Es kann einige, darf aber nicht alle Meridiane mehr als einmal queren (was bedeutet, dass zwei Antarktis-Umrundungen nicht zählen). Die kürzeste orthodromische Strecke des Schiffs muss mindestens 21.600 Seemeilen betragen, kalkuliert unter Annahme einer ‚perfekten Kugelgestalt‘ der Erde. In der Berechnung dieser Distanz ist anzunehmen, dass das Schiff rund um die Antarktis auf dem 63. Breitengrad Süd segeln wird. [Anmerkung: dies bezieht sich auf die Tradition von der Nordhalbkugel ausgehender Erdumrundungen, die an der englischen Kanalküste starten und enden.] Ein Schiff, das in der südlichen Hemisphäre startet, muss eine Insel oder einen anderen festen Punkt in der nördlichen Hemisphäre umrunden – jedoch nur einmal –, der die Anforderungen an die Mindest-Distanz erfüllt.“

#### Segelregatten um die Welt
- Vendée Globe – Nonstop- und Einhand-Regatta um die Welt
- The Ocean Race, früher: Volvo Ocean Race, davor The Whitbread Round the World Race – Regatta um die Welt in Yachten mit Mannschaften und mit Zwischenstopps
- Around Alone – Einhand-Regatta um die Welt, mit Zwischenstopps
- Global Challenge Round the World – Amateur-Weltumseglungsregatten seit 1992 in Ost-West-Richtung
- Portimão Global Ocean Race – Einhand- und Zweihand-Regatta um die Welt mit Zwischenstopps
- Barcelona World Race – Nonstop-Zweihand-Regatta um die Welt
- Jules Verne Trophy – keine Regatta, sondern ein Preis für die schnellste Weltumrundung per Segelboot
- Golden Globe Race – Traditionelle Nonstop- und Einhand-Regatta ohne moderne Hilfsmittel wie GPS und Satellitenkommunikation ab 2018

## Weitere Pioniere zu Wasser und zu Land
Hier ist eine Liste von bemerkenswerten Personen ohne Anspruch auf Vollständigkeit, die ab dem 16. Jahrhundert mehr oder weniger als Alleinreisende individuell, oder nach Schiffbruch, dann auch zum Teil in Gefangenschaft, die Welt umrundeten, oft in Kombination von Land und Seeweg, jedenfalls mit Seepassagen an Bord verschiedener Schiffe.

### 16. bis 18. Jahrhundert
- 1525–1526 kehrten vier weitere Überlebende der Magellan-Expedition (die zuletzt an Bord der Trinidad waren) als Gefangene der Portugiesen nach Europa zurück. Auch drei Deutsche nahmen an der Magellan-Expedition teil, die in den Schiffspapieren als Maestre Anes (= Hans von Aachen), Jörge Aleman und Hans Varga Aleman bezeichnet werden und von denen mindestens der erste aus Aachen stammt. Jörge starb während der Fahrt, Hans von Aachen gehörte zu den Überlebenden auf der Victoria, der dritte Hans Varga, Hans Barge, geriet in portugiesische Gefangenschaft und kehrte erst 1526 nach Europa zurück – er verstarb jedoch nach seiner Rückkehr in einem Lissaboner Gefängnis. Hans von Aachen war später einer von nur vier Überlebenden der Loaísa-Expedition und ist demnach der erste deutsche Weltumrunder und der erste Mensch mit zwei Weltumrundungen.
- 1534: Vier Überlebende der Loaísa-Expedition (1525–1526), unter ihnen Hans von Aachen, kehren auf der Flor de la Mar nach Europa zurück.
- 1536: Andrés de Urdaneta hatte ebenfalls an der glücklosen Loaisa-Expedition teilgenommen. Nachdem es ihm als einem der wenigen gelungen war, das Expeditionsziel, die Gewürzinseln, zu erreichen, kam er als einer von sieben Überlebenden der Loaisa-Expedition 1536 nach einer zehnjährigen Odyssee nach Spanien zurück.
- 1547: Siebzehn Überlebende der Expedition (1542–1644) von Ruy López de Villalobos kehren nach Spanien zurück.
- 1548: Fünf weitere Überlebende der Villalobos-Expedition kehren auf portugiesischen Schiffen nach Europa zurück.
- 1580–1584 und 1585–1589: Martín Ignacio de Loyola war der erste Zweifach-Weltumrunder in beiden Richtungen.
- 1584–1590 führte der Portugiese João da Gama (um 1540 – nach 1591), ein Enkel von Vasco da Gama, eine Weltumrundung auf verschiedenen Schiffen in östlicher Richtung durch. 1584 reiste er von Lissabon um das Kap der Guten Hoffnung und Indien nach Macau (China). 1589–1590 fuhr er mit seinem Schiff über Japan und den nördlichen Pazifik bis nach Acapulco (Mexiko). Dort inhaftiert, wurde er mit einem spanischen Schiff nach Europa zurückgebracht.
- 1594–1602: Francesco Carletti, ein Kaufmann aus Florenz, umrundete auf verschiedenen Schiffen als Händler die Welt.
- 1598–1604: Von der gescheiterten Expedition von Jacques Mahu, einem Unternehmen Rotterdamer Kaufleute, kehrten nur sechs Überlebende der Trouw 1604 von Japan in die Niederlande zurück, so dass sie damit eine Weltumrundung geschafft hatten.[25] Die Trouw war das einzige Schiff von ursprünglich fünf Schiffen der Expedition, welches von Rotterdam über die Magellanstraße und durch den Pazifik  mit noch 24 Mann im Juni 1600 bis Japan gelangte. Dieses Schiff hatte auch William Adams an Bord, der jedoch in Japan blieb.
- 1581–1609 unternahm der aus dem bretonischen Ort Gwitreg stammende Forschungsreisende Pierre-Olivier Malherbe in 27 Jahren eine Weltumrundung in Richtung Osten und begegnete dabei in Indien Kaiser Akbar. Er kann als erster Franzose gelten, dem eine Weltumrundung auf dem Land- und Seeweg gelang.[26]
- 1621–1628: Christoph Carl Fernberger (1596–1653) reiste als erster Österreicher zunächst ungeplant auf verschiedenen Schiffen um die Welt.
- 1670–1679: Der spanische Priester Pedro Cubero umrundete wie schon ein Menschenalter davor der Franzose Malherbe die Welt zum großen Teil auf dem Landweg in Richtung Osten.
- 1693–1698: Giovanni Francesco Gemelli Careri war der erste „Tourist“, der zum Vergnügen um die Welt reiste.
- 1703–1711: Weltumrundung von Alexander Selkirk, wobei er von September 1704 bis Februar 1709 auf dem einsamen Pazifik-Eiland Isla Más a Tierra ausgesetzt war und damit die Vorlage für die Romanfigur Robinson Crusoe lieferte.
- 1714–1718 Weltumrundung des Franzosen Guy Le Gentil de La Barbinais (1692–1731).[27]
- 1719–1722: Der britische Seefahrer George Shelvocke stach 1719 mit seinem Schiff Speedwell zunächst mit der Expedition von  John Clipperton in See und trennte sich alsbald von diesem. Nach Schiffbruch im Pazifik baute er mit seiner Mannschaft ein Ersatzboot, betrieb Piraterie und enterte ein Schiff, das in Happy Return umbenannt wurde, durchfuhr damit den Pazifik und kehrte im Juli 1722 nach England zurück.[28]
- 1767–1771: Der französische Abenteurer Pierre Marie François Pagès umrundete die Welt zu Land und zur See.
- 1790–1792 segelte Kapitän Edward Edwards zunächst mit der Fregatte Pandora von Southampton über Kap Hoorn nach Tahiti auf der Suche nach den Meuterern der Bounty. Nach dem Untergang der Pandora am Great Barrier Reef ging es mit den Überlebenden der Mannschaft auf Beibooten bis Timor und von dort als Passagiere mit Schiffen der VOC bis zum Kap der Guten Hoffnung. Die Rückreise nach England erfolgte mit der HMS Gorgon.
- 1790–1807: Insgesamt drei Weltumrundungen durch den amerikanischen Schriftsteller Amasa Delano  aus Massachusetts.[29]
- 1794–1798 Thomas Muir of Huntershill wurde 1793 als politischer Sträfling verurteilt und von Großbritannien nach Australien in die Botany Bay gebracht. Von dort floh er 1796 und erreichte mit einem amerikanischen Schiff Kalifornien. Er gelangte nach Mexiko und von dort brachte ihn ein spanisches Schiff als Gefangenen zurück nach Europa, womit er die Welt einmal in östlicher Richtung umrundet hatte.

### 19. Jahrhundert
- 1827–1832 Weltumrundung des erblindeten britischen Abenteurers James Holman
- 1828–1830 machte der Geowissenschaftler Georg Adolf Erman aus eigenen Mitteln eine Forschungsreise um die Welt, um für die magnetische Bestimmung des Erdumfangs ein möglichst engmaschiges Netz zu ermitteln
- 1836–1840 umrundete der französische Künstler und Zeichner Auguste Borget die Welt
- 1841–1842 machte der britische Kaufmann George Simpson eine Reise um die nördliche Erdhalbkugel weitgehend über Land, die er in seinem 1847 in Philadelphia erschienenen Buch An overland journey round the world beschrieb.
- 1846–1848: Weltumrundung durch die allein reisende Frau Ida Pfeiffer aus Wien. Sie war vermutlich die erste allein reisende Frau in der Geschichte, der die Weltumrundung gelang
- 1841–1851 umrundete der britische Admiral Henry Keppel im Laufe verschiedener Kommandos die Welt
- 1849–1852 umrundete der Schriftsteller Friedrich Gerstäcker einmal vollständig die Welt auf einer seiner zahlreichen Reisen
- 1870 umrundete George Francis Train die Welt in 80 Tagen und war Vorbild für Jules Vernes Roman.
- 1877–1879 reisten der ehemalige US-Präsident Ulysses S. Grant und der Journalist John Russell Young mit einer Delegation einmal um die Welt und besuchten dabei zahlreiche Hauptstädte, Staatsoberhäupter und Regierungsvertreter in Europa, Indien, Südostasien und Fernost, darunter Königin Victoria, Papst Leo XIII., Otto von Bismarck, Zar Alexander II., Prinz Gong und Tenno Meiji.
- 1881: König Kalākaua von Hawaiʻi unternahm als erster regierender Monarch eine Reise um die Erde.
- 1884–1886 umrundete der US-amerikanische Journalist Thomas Stevens als erster die Welt mit einem Fahrrad (Hochrad).
- 1889–1890 umrundete die Journalistin Nellie Bly auf der Route von Phileas Fogg die Welt in 72 Tagen.
- 1894–1896 umrundeten Friedrich Gustav Kögel und Fred Thörner die Erde zu Fuß.
- 1895–1896 umrundete Heine Stupp die Welt zu Fuß in der (heute noch gültigen) Rekordzeit von 492 Tagen.
- 1895–1897 war Heinrich Horstmann der erste Deutsche, der auf dem Fahrrad die Welt umrundete.

### Seit dem 20. Jahrhundert

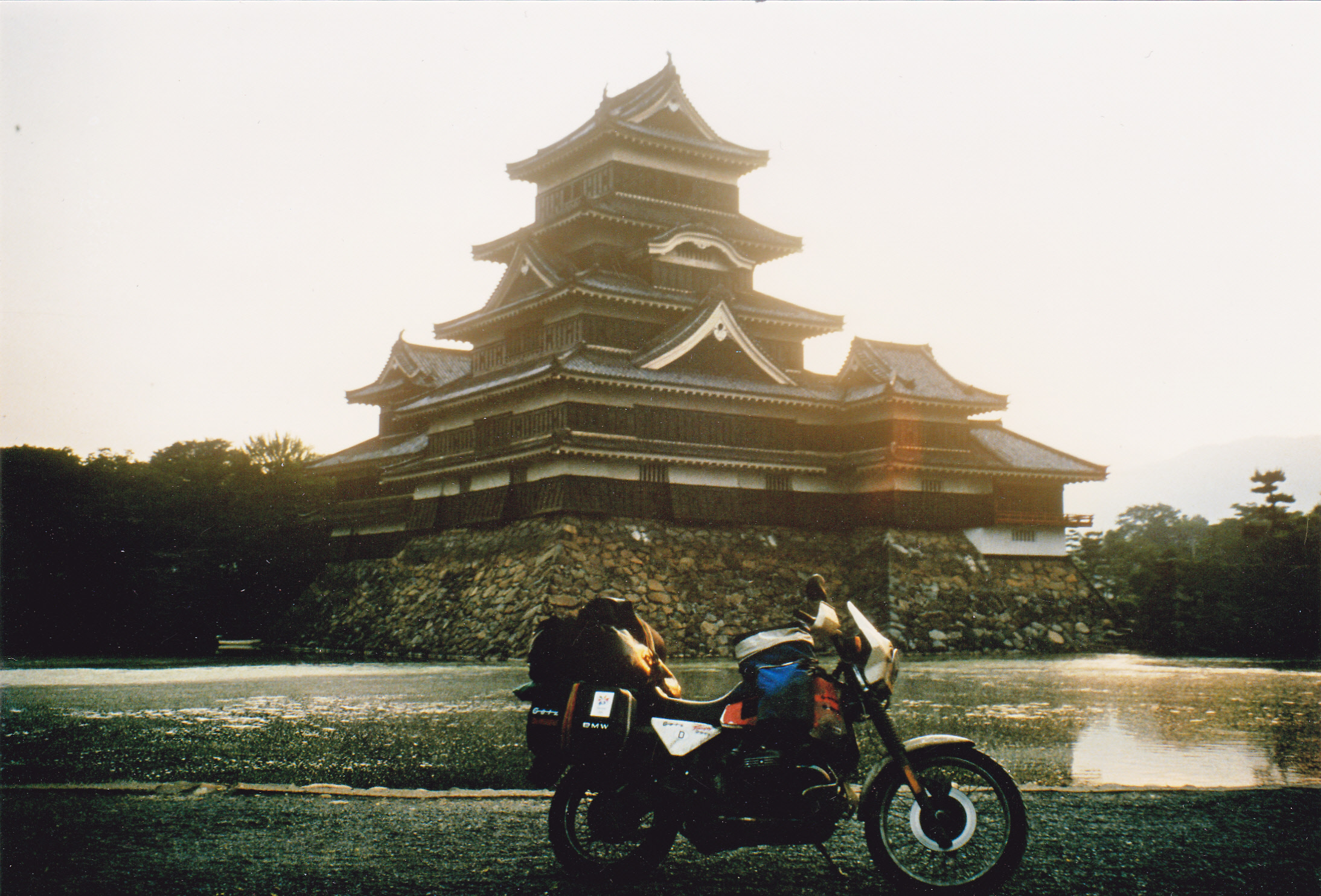
BMW R 100 GS Weltumrundung (Matsumoto Castle, Japan)

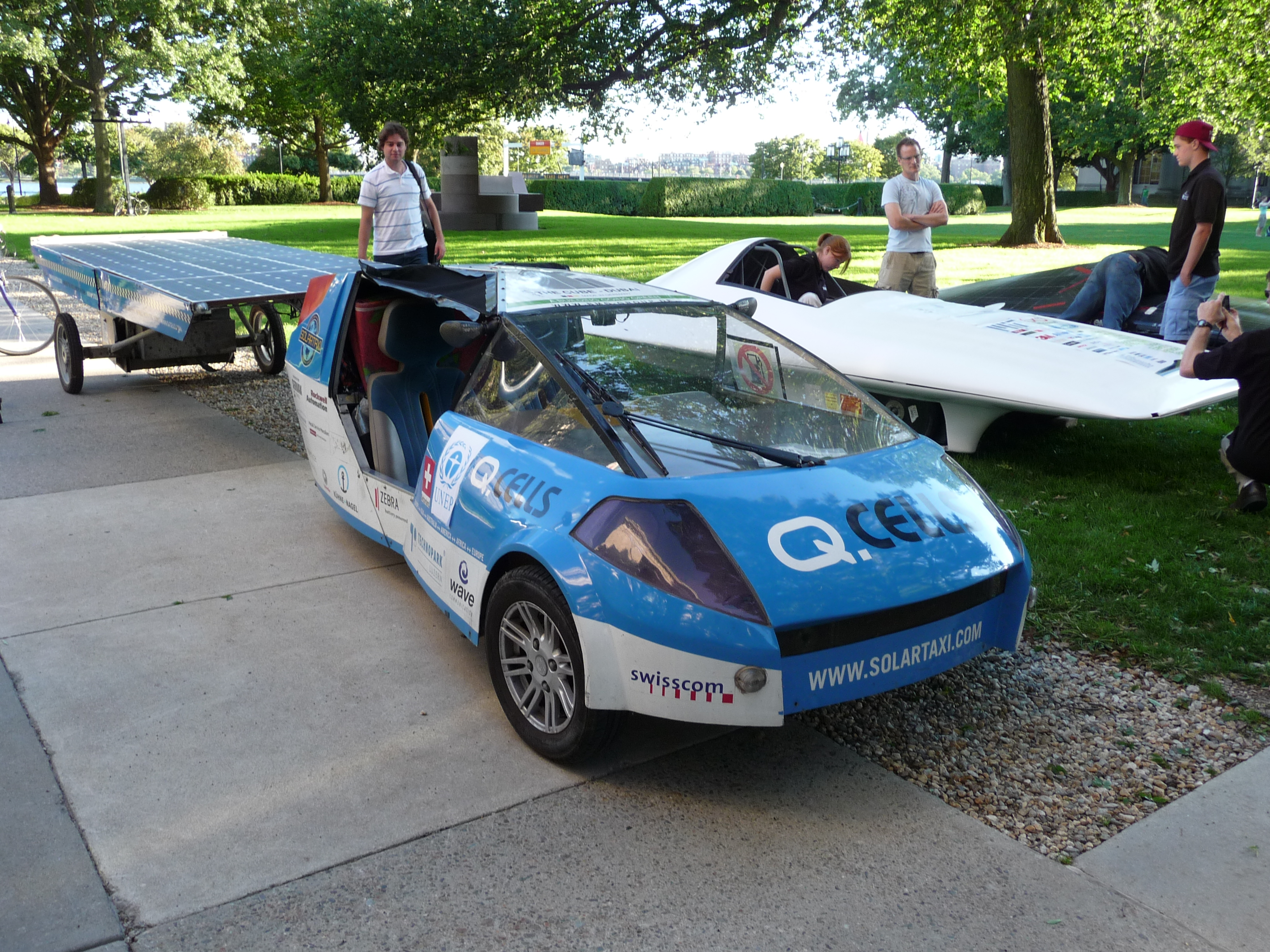
Palmers Solar Taxi, das erste Solarfahrzeug, welches die Erde umrundete.

- 1901–1904 umsegelte Johannes Voss mit seinem Einbaum Tilikum die Welt.
- 1910–1923 lief Dumitru Dan zu Fuß um die Welt. Seine drei Begleiter Paul Pârvu, Gheorghe Negreanu und Alexandru Pascu starben auf der Reise.[30]
- 1927–1929 umrundete Clärenore Stinnes zusammen mit Carl-Axel Söderström als erster Mensch in einem Serienautomobil (Adler Standard 6) die Welt.
- 1935–1936 umrundete die Österreichische Transasien-Expedition die Erde, Max Reisch auf einem Steyr 100 mit Beifahrer Helmuth Hahmann, Erstdurchquerung Hinterindiens nach China mit einem PKW.
- 1951–1953 umrundete der Düsseldorfer Sportjournalist Heinz Helfgen die Erde per Fahrrad und berichtet darüber wöchentlich in der Boulevardzeitung Die Abendpost.
- 1956–1957 umrundete der Bremer Kaufmann Wolfram Block mit dem 19 PS starken Kleinwagen Lloyd 600 die Erde.
- 1970–1974 umrundete der US-Amerikaner David Kunst mit Maultieren die Welt. Dies war die erste bestätigte Weltumrundung zu Fuß.[31]
- 1979–1982: Mit der Transglobe-Expedition unternahm der britische Forscher Ranulph Fiennes mit seinem Team erstmals eine Weltumrundung entlang zweier entgegengesetzter Meridiane, und zwar ausgehend von London in etwa entlang des Nullmeridians durch Westeuropa, Afrika und die Antarktis zum Südpol und von dort in etwa entlang der Datumsgrenze durch den Pazifik Richtung kanadischer Westküste über den Nordpol zurück nach London.
- 1994–2007 umrundete Jason Lewis westwärts die Erde per Muskelkraft (Boot mit Pedalantrieb, auf Rollschuhen, per Wanderung oder Mountainbike); 74.842 Kilometer Strecke, Dauer 13 Jahre.
- 1995–1996 umrundete Jochen A. Hübener ostwärts allein die Erde per Motorrad, in 445 Tagen auf 52.000 Kilometern durch 16 Länder.[32]
- 1999 und 2003 umrundete Mike Horn die Erde zu Fuß, mit dem Fahrrad und mit dem Segelboot, also ohne motorisierte Hilfsmittel, einmal entlang des Äquators und einmal entlang des nördlichen Polarkreises.
- 2000–2011 umrundete der Kanadier Jean Béliveau in elf Jahren die Erde zu Fuß und besuchte dabei 64 Länder.[33][34]
- 2004 umrundeten Ewan McGregor und Charley Boorman (zusammen mit einem Kameramann und einem Versorgungsteam) die Erde ostwärts auf Motorrädern (Long Way Round).
- 2006–2007 umrundete das Ecofuel-Team (Expeditionsleiter Rainer Zietlow, Fotograf Franz Janusiewicz, Kameramann Falk Gunold und der Mechaniker Florian Hilpert) die Erde in einem mit Erdgas betriebenen VW Caddy EcoFuel in sechs Monaten.
- 2007–2008 umrundete Louis Palmer mit dem Solartaxi das erste Mal mit einem solarbetriebenen Auto die Erde.[35]
- 2010 umrundeten der Zerotracer als Sieger und zwei weitere Elektrofahrzeuge die Erde ohne Emissionen vor Ort im Zero Emission Race.[36]
- 2011–2012 umrundete der Solarworld GT in vierzehn Monaten die Erde als erstes Landfahrzeug energieautark. Dabei wurde das Elektroauto der Hochschule Bochum nur durch die Solarzellen am Auto mit Energie versorgt.
- 2009–2012 bereiste der Brite Graham Hughes innerhalb von 1426 Tagen (knapp vier Jahre) alle souveränen Staaten der Erde, ohne ein Flugzeug zu nutzen.[37]
- 2012 umrundete der Spanier Rafael de Mestre die Erde in Weltrekordzeit von 127 Tagen als erster Mensch in einem Elektro-Serienfahrzeug (Tesla Roadster). Seine Solo-Weltumrundung blieb vier Jahre ungeschlagen.[38]
- 2013–2016 dokumentierte das Paar Gwendolin Weisser und Patrick Allgaier seine Weltumrundung mit dem Film Weit. Die Geschichte von einem Weg um die Welt.
- 2014–2017 umrundete die damals 77-jährige Berlinerin Heidi Hetzer die Welt auf den Spuren von Clärenore Stinnes in einem Hudson Greater Eight (Pkw) aus dem Jahr 1930.
- 2015–2016 fuhren die drei Deutschen Wolfgang Hank, Andre Springer und Klaus Steiner mit drei DeLorean DMC-12 in neun Monaten durch 25 Länder einmal um die Welt. Die Besonderheit daran waren die Fahrzeuge, die als technisch kompliziert und anfällig galten.[39]
- 2016 trafen elf internationale Teams in Barcelona zusammen, um die Welt gemeinsam in Elektrofahrzeugen zu umrunden. Unter der Leitung des Weltrekordhalters von 2012 Rafael de Mestre starteten sie am 16. Juni 2016 die E-Rallye um die Welt, im Startfeld auch ein Elektrobus der Marke Modulo des Herstellers evopro, der erste Elektrobus, der den Amerikanischen Kontinent vollelektrisch querte. Neun Teams schafften die Weltumrundung auf eigenen Rädern in 80 Tagen und stellten auf den Spuren von Jules Verne damit einen neuen Weltrekord auf, unter ihnen auch der Weltrekordhalter von 2012, Rafael de Mestre.[40][41][42]
- 2016–2018 Der junge Brite Ed Pratt umrundete als erster Mensch die Welt auf einem Einrad und radelte 18.000 km. Das leichte Eingang-Einrad von Nimbus Oracle wies 36-Zoll-36-Loch-Felge, 2,25 Zoll breiten Reifen, hydraulische Scheibenbremse und 127 und/oder 150 mm lange Kurbeln auf. Der Einrad-Reisende Cary Gray hat die zwei Gepäckstaschen gefertigt, die zwischen horizontalem Längsträger unter dem Sattel und auf dem Kotflügel aus Alublech montiert sind. Das Alurohr trägt vorne 2 Hörnchengriffe, dahinter Armaturen und den Bremsgriff. Er fuhr ohne Begleitung, campierte mit Zelt und Kochausrüstung um flexibel zu bleiben und die Kosten gering zu halten, und sammelte Spenden für das Entwicklungsprojekt School in a bag. Ein 11″-Laptop, zwei 1-TB-Harddisks, Digitalkamera und Smartphone, Navi, Tracker und Fahrradtacho nahm er mit. Front- und Heckbeleuchtung trug er am Helm. Er verwendete eine optische Sportbrille, gepolsterte Radhose, Radshirt mit 3 Rückentaschen doch keinen das Sitzen belastenden Rucksack.[43][44][45]
- 2018 umrundete der Deutsche Markus André Mayer auf drei Vespa Motorrollern die Welt in 80 Tagen. Er startete am 30. Juni 2018 am „Kilometro 0“ des Plaza del Sol Madrid ostwärts und erreichte diesen wieder am 17. September 2018 allein und ohne Support. Er legte dabei 27.113 km auf Achse zurück. Im Zuge der Reise durchquerte er 18 Länder auf 3 Kontinenten (Europa, Asien, Nordamerika). Die 3 Fahrzeuge hatten zwischen 124 und 177 cm³ und zwischen 5 und 14 PS. Er erlitt 2 Unfälle, zahlreiche Pannen und erkrankte auch während der Reise. Es handelt sich hierbei, um die schnellste dokumentierte Solo-Weltumrundung auf einer Vespa.[46][47][48][49]
- von Sept. 2020 bis Nov. 2021 benötigte Jonas Deichmann für Triathlon 360°, einen Triathlon um die gesamte Welt. Mit insgesamt 120 Ironmen und 430 Tagen kam er am 29. November 2021 wieder am Odeonsplatz in München an. Insgesamt legte er ohne externe Unterstützung eine Distanz von 450 Kilometern im Schwimmen, 21.000 Kilometern im Radfahren und 5060 Kilometern im Laufen zurück und knackte damit den Rekord für den historisch längsten Triathlon.
- 2024 benötigte Lael Wilcox 108 Tage, 12 Stunden und 12 Minuten für die Umrundung mit dem Fahrrad. Sie hält damit den Weltrekord der Frauen für Weltumrundung mit dem Fahrrad.

## In der Luft
- 1924 Eine Gruppe von Piloten der amerikanischen Armee startet mit vier Torpedobombern Douglas DWC zur ersten Weltumrundung per Flugzeug. Zwei Flugzeuge erreichen nach 157 Tagen und einer Flugstrecke von 44.000 km den Zielort Seattle.
- 1929 Die LZ 127 „Graf Zeppelin“ umfuhr als erstes und bis heute einziges Luftschiff die Welt zwischen dem 1. August und dem 4. September in östlicher Richtung. Sie kann aufgrund verschiedener Zwischenlandungen in die amerikanische Weltfahrt und die deutsche Weltfahrt unterteilt werden. Dabei wurden innerhalb von 35 Tagen in 6 Etappen insgesamt 49.618 km zurückgelegt.
- 1931 Wiley Post und Harold Gatty umrunden in 8 Tagen, 15 Stunden und 51 Minuten den Globus in einer Lockheed 5C Vega „Winnie Mae“ (Etappenpunkte: New York, Neufundland, England, Deutschland, Russland, Alaska, New York).
- 1932 Weltumrundung der deutschen Fliegerin Elly Beinhorn; erste Umrundung durch eine Frau.
- 1932 Weltumrundung des deutschen Fliegers Wolfgang von Gronau mit einem Flugboot Dornier Wal.
- 1933 Am 22. Juli landet Wiley Post nach der ersten Weltumrundung im Alleinflug auf dem Floyd Bennett Field in New York. Dabei konnte er seinen eigenen Rekord auf 7 Tage, 18 Stunden und 49 Minuten verbessern.
- 1938 Howard Hughes umrundet mit Begleitern in einer Lockheed 14 in 91 Stunden die Erde und legt dabei 23.612 km zurück.
- 1940–1941 Louis Castex umrundete im Zweiten Weltkrieg von Marseille aus nur mit Linienflugzeugen die Erde.[50]
- 1949 Die Boeing B-50A Superfortress „Lucky Lady II“ mit dem US-Piloten Captain James G. Gallagher landet am 2. März nach 94 Stunden Flug auf der Carswell Air Force Base in Texas. Sie startete am 26. Februar zum ersten Nonstopflug um die Welt mit 4 Luftbetankungen.[51]
- Dezember 1967: Lyndon B. Johnson war der erste US-Präsident im Amt, der die Welt umrundete.[52]
- 1982 H. Ross Perot jr., Jay Coburn schafften die erste Umrundung der Erde mit einem Hubschrauber, der Spirit of Texas, in 29 Tagen 3 Stunden, 8 Minuten und 13 Sekunden.
- 1986 Dick Rutan und Jeana Yeager in der Voyager schaffen die erste Nonstop-Weltumrundung eines Flugzeugs ohne Auftankung.
- 1995 Eine Concorde stellt mit 31 Stunden, 27 Minuten und 49 Sekunden den bis heute bestehenden Rekord für die schnellste Weltumrundung auf.
- 1999 Bertrand Piccard und Brian Jones gelingt die erste Nonstop-Weltumrundung im Ballon.
- 2002 Der US-Amerikaner Steve Fossett schafft vom 19. Juni bis 3. Juli die erste erfolgreiche Allein-Nonstop-Weltumrundung im Ballon.
- 2004 Der Journalist Michael Quandt umrundete in der Zeit vom 6. bis 8. Juli nur mit Linienflugzeugen die Erde und setzte dabei einen Fuß auf jeden Kontinent außer Antarktika. Für die Strecke Singapur – Sydney – Los Angeles – Houston – Caracas – London – Kairo – Kuala Lumpur – Singapur benötigte er dabei 66 Stunden und 31 Minuten.
- 2000–2004 Thomas Scherer umrundet als erster Deutscher mit einem selbstgebauten Experimentalflugzeug (N81EU) die Welt.
- 2005 Steve Fossett gelingt vom 1. März bis 3. März eine Solo-Nonstop-Weltumrundung mit dem Flugzeug Global Flyer ohne Luftbetankung oder Zwischenlandung.
- 2013 Eine Gulfstream G650 verbessert den Rekord einer Gulfstream IV auf 42 Stunden und 7 Minuten für die schnellste Weltumrundung eines Unterschallflugzeugs.[53]
- 2015–2016 Mit dem Solarflugzeug Solar Impulse 2 umrundeten die Schweizer Bertrand Piccard und André Borschberg in Etappen die Welt.

## Im Weltraum
- Oktober 1957 Der sowjetische Satellit Sputnik 1 ist das erste von Menschen gebaute Objekt in einer Erdumlaufbahn.
- November 1957 Die Hündin Laika umrundet an Bord des Satelliten Sputnik 2 als erstes Lebewesen die Erde.
- 12. April 1961 Juri Gagarin umrundet als erster Mensch im Weltraum einmal die Erde.
- Juni 1963 Walentina Tereschkowa ist die erste Frau im Orbit.
- 19. Februar 1986 Die Raumstation Mir umrundet erstmals die Erde.
- seit November 1998 Die Internationale Raumstation ISS umrundet alle 92 Minuten in ca. 350 km Höhe die Erde.
- April 2001 Dennis Tito ist der erste Weltraumtourist im Orbit.

## In der Belletristik
- Peter Schlemihls wundersame Geschichte von Adelbert von Chamisso (1813).
- Die Kinder des Kapitän Grant von Jules Verne (1867/1868).
- Reise um die Erde in 80 Tagen von Jules Verne (1873).